# مارفن إكبيتيتا
مارفن أكبيريوجين بول إديم إكبيتيتا (بالإنجليزية: Marvin Akpereogene Paul Edem Ekpiteta)‏ (مواليد 26 أغسطس 1995) هو لاعب كرة قدم إنجليزي محترف يلعب كمدافع لنادي بلاكبول. وقد لعب سابقًا مع تشيلمسفورد سيتي وويثام تاون وكونكورد رينجرز وإيست ثوروك يونايتد وليتون أورينت.